# Dawit Bakradze (polityk)

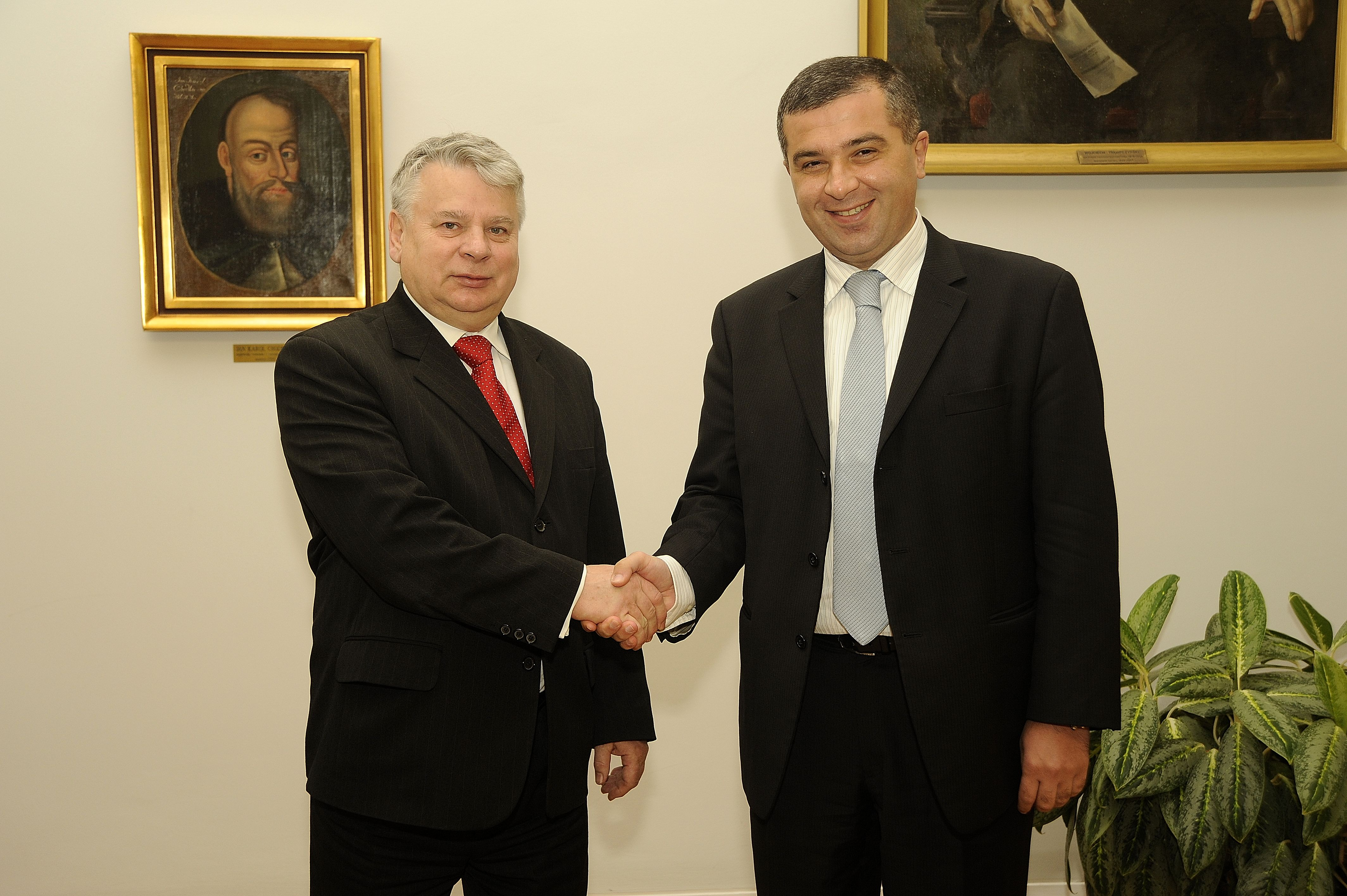
Dawit Bakradze podczas wizyty w Senacie RP (2010)

Dawit Bakradze (gruz. დავით ბაქრაძე, ur. 1 lipca 1972 w Tbilisi) – gruziński polityk, minister spraw zagranicznych Gruzji od 31 stycznia do 24 kwietnia 2008. Lider prezydenckiego Zjednoczonego Ruchu Narodowego w wyborach parlamentarnych w maju 2008. Od 7 czerwca 2008 do 21 października 2012 przewodniczący parlamentu.

## Edukacja
Dawit Bakradze urodził się w Tbilisi. Ukończył Gruziński Uniwersytet Techniczny oraz prestiżowy Gruziński Instytut Spraw Publicznych. Zdobył również dyplom magistra fizyki i matematyki na Państwowym Uniwersytecie Tbilisi.
Bakradze uczestniczył w wielu programach edukacyjnych. W 1997 studiował w Szwajcarskim Instytucie Stosunków Międzynarodowych w Genewie, w 1998 w Europejskim Centrum Studiów Bezpieczeństwa George’a Marshalla w Niemczech. W 2001 Bakradze ukończył NATO Defence College w Rzymie.

## Kariera polityczna
Bakradze związał się z polityką w 1997. W latach 1997–2002 pracował w Ministerstwie Spraw Zagranicznych Gruzji, a od 2002 do 2004 w Radzie Bezpieczeństwa Narodowego. W 2004 został wybrany do parlamentu z ramienia prezydenckiego Zjednoczonego Ruchu Narodowego (Ertiani Nacionaluri Modsraoba). W parlamencie, aż do 19 lipca 2007, pełnił funkcję przewodniczącego Komisji ds. Integracji Euroatlantyckiej.
Od lipca 2007 do stycznia 2008 zajmował stanowisko ministra ds. rozwiązania konfliktów w Abchazji i Osetii Południowej. 31 stycznia 2008 w rządzie premiera Lado Gurgenidze objął urząd ministra spraw zagranicznych, który zajmował do 24 kwietnia 2008.
21 kwietnia 2008 Bakradze został mianowany liderem listy Zjednoczonego Ruchu Narodowego przed wyborami parlamentarnymi 21 maja 2008. Zajął to stanowisku po odmowie jego objęcia przez Nino Burdżanadze. 7 czerwca 2008 objął funkcję przewodniczącego parlamentu Gruzji.
Wystartował w wyborach prezydenckich z 27 października 2013, jako faworyt ustępującego prezydenta Micheila Saakaszwilego. Uzyskał drugie miejsce, zdobywając w I turze 21,73%.

## Odznaczenia
- Order Zwycięstwa Świętego Jerzego – 2013[3]
- Krzyż Komandorski Orderu Zasługi RP – Polska, 2010[4][5].